# ژان کازیمیر-پریه
ژان پل پی یر کازیمیر-پریه (به فرانسوی: Jean Paul Pierre Casimir-Perier) ‏ (۱۸۴۷ – ۱۹۰۷) ششمین رئیس‌جمهور فرانسه و همچنین نخست‌وزیر فرانسه